# Коханув (Пшисуський повіт)
Коханув (пол. Kochanów) — село в Польщі, у гміні Борковиці Пшисуського повіту Мазовецького воєводства.
Населення — 135 осіб (2011).
У 1975-1998 роках село належало до Радомського воєводства.

## Демографія
Демографічна структура станом на 31 березня 2011 року:
|          | Загалом | Допрацездатний вік | Працездатний вік | Постпрацездатний вік |
| -------- | ------- | ------------------ | ---------------- | -------------------- |
| Чоловіки | 65      | 7                  | 51               | 7                    |
| Жінки    | 70      | 16                 | 29               | 25                   |
| Разом    | 135     | 23                 | 80               | 32                   |